# Мразкова, Яна
Яна Мразкова (Дочекалова) (чеш. Jana Mrázková; 20 марта 1940 года, Брно, Чехословакия) — фигуристка из Чехословакии, бронзовый призёр чемпионата Европы 1961 года в женском одиночном катании.

## Спортивные достижения
| Соревнования/Сезоны | 1960 | 1961 | 1962 | 1963 | 1964 | 1965 |
| ------------------- | ---- | ---- | ---- | ---- | ---- | ---- |
| Зимние Олимпиады    | 4    |      |      |      | 25   |      |
| Чемпионаты мира     | 6    |      | 7    | 8    |      |      |
| Чемпионаты Европы   | 5    | 3    | 8    | 4    | 10   | 8    |